# Inga Lindström - Cuore di ghiaccio
Inga Lindström - Cuore di ghiaccio (Herz aus Eis) è un film per la televisione tedesco del 2013, diretto da Martin Gies e facente parte del ciclo "Inga Lindström" (pseudonimo della sceneggiatrice Christiane Sadlo). In Germania andò in onda su ZDF il 15 settembre 2013, mentre in Italia è stato trasmesso su Canale 5 il 27 giugno 2015 e in replica il 27 agosto 2016, sulla medesima rete.

## Trama
Eva Sellgren, divorziata e con due figli a carico, è costretta a chiudere il chiosco dove lavora in seguito alla vendita del terreno su cui sorge il locale. Per mantenere se stessa e la sua famiglia e cercare di riprendersi l'attività, Eva si finge governante e riesce a trovare lavoro presso la tenuta del ricco consulente aziendale Kristian Norden, un uomo freddo e scostante che vive da solo assieme al suo segretario ed assistente Frans Vidmark. Eva è una donna forte e indipendente e Norden, inizialmente infastidito, è lentamente conquistato dalle qualità della nuova governante; Eva, dal canto suo, è affascinata dalla strana personalità di Norden e quando scopre nella villa una stanza per bambini si rende conto che Norden nasconde un segreto.
L'atmosfera di casa Norden è sconvolta dall'improvvisa comparsa di Svenja, la figlia adolescente di Norden. Svenja vive in collegio, ma è costretta a tornare a casa per evitare un'infezione che si è diffusa nella scuola. Norden reagisce molto male all'arrivo della figlia, con la quale non vuole avere alcun rapporto, ed Eva decide di ospitarla a casa sua. Svenja è una ragazza molto matura e sensibile per la sua età, ma soffre profondamente a causa della freddezza del padre e si affeziona subito ad Eva. Frans, grato ad Eva per il suo aiuto, le spiega le ragioni di quell'assurda situazione: la moglie di Norden morì nel dare alla luce Svenja e Norden ne soffrì al punto che rifiutò di legarsi alla figlia. Frans si è occupato di Svenja nel corso degli anni, facendole da padre, ma si rende conto di non aver agito nel modo giusto. Svenja, da parte sua, è convinta di essere responsabile della morte della madre e quindi di meritarsi l'avversione del padre, ma non nasconde di sentirne molto la mancanza. 
La figlia di Eva, Lisa, torna per un breve periodo a casa da Stoccolma, dove studia legge. La ragazza confessa alla madre di aver ricevuto un'offerta di lavoro presso lo studio legale del padre: Eva, per orgoglio, proibisce a Lisa di accettare il posto, ma la vicenda di Svenja e Norden riesce a farla riflettere e infine incoraggia Lisa ad accettare, rendendosi conto che questa potrebbe essere l'opportunità per Lisa di riavvicinarsi al proprio padre. Eva, a questo punto, decide di aiutare Svenja e Norden a riappacificarsi, ma tutti i suoi tentativi si infrangono di fronte all'indifferenza che Norden, nonostante tutto, continua ad ostentare nei confronti della figlia. Nonostante capisca che Norden, in realtà, ha soltanto paura di lasciarsi andare, Eva, alla fine, decide di lasciare l'incarico di governante. L'abbandono di Eva colpisce profondamente Norden e l'uomo comprende di non poter più vivere in solitudine, rendendosi conto finalmente di aver bisogno dell'affetto di Svenja e anche di Eva, che con la sua spontaneità è riuscita finalmente a sciogliere il cuore di ghiaccio di Norden.
Arriva il momento per Svenja di tornare in collegio ed Eva, rendendosi conto che questa è l'ultima opportunità per la ragazza di capire i veri sentimenti del padre, l'accompagna alla villa di Norden e le mostra la stanza che i suoi genitori avevano preparato per lei. Norden ha lasciato la stanza intatta per tutti quegli anni e Svenja comprende che Norden, in realtà, le vuole bene e non l'ha mai accusata della morte della madre: padre e figlia riescono così finalmente a riconciliarsi.
Norden, finalmente sereno, dichiara il proprio amore ad Eva, che ricambia felice i sentimenti dell'uomo.